# Владимир Баранов-Росине
Владимир Давидович Баранов-Росине (такође познат и као Баранов-Россине или Baranoff-Rossiné; рус. Владимир Давидович Баранов-Россине, 13. јануар 1888, Велика Лепетиха – јануар 1944, Аушвиц), рођен као Шулим Волф Лејб Баранов, био је сликар и вајар активан у Русији и Француској. Његово стваралаштво припадало је авангардном покрету кубофутуризма. Био је и проналазач и аутор више патената.

## Биографија
Владимир Баранов-Росине рођен је у Херсону, у Херсонској губернији Руске Империје, данашњој Херсонска област у Украјини, у јеврејској породици.
Године 1902. започео је школовање у Школи Друштва за унапређивање уметности у Санкт Петербургу. Од 1903. до 1907. студирао је на Царској академији уметности у истом граду. Године 1908. уписао је Руску уметничку академију, али је већ 1909. искључен због недоласка на наставу. Исте године излагао је у Кијеву са уметничком групом Звено, коју су основали Давид Бурљук и Владимир Бурљук. Године 1910. преселио се у Париз, где је до 1914. живео у уметничкој колонији La Ruche. Тамо је боравио и радио заједно са уметницима као што су Александар Архипенко, Соња Делоне-Терк, Натан Алтман и други. Од 1911. редовно је излагао у Паризу.
По избијању Првог светског рата 1914. вратио се у Русију, а затим је одређено време провео у Норвешкој, где је 1916. организовао самосталну изложбу у Ослу. По повратку у Русију, 1918. године излагао је у Петрограду са удружењем Мир искуства, а у Москви на изложби Јеврејског друштва за унапређивање уметности, заједно са Натаном Алтманом, Ел Лисицким и Давидом Штеренбергом. Године 1919. учествовао је на Првој државној изложби слободне уметности у Петрограду.
Исте године оженио се Раисом Јудин из Херсона. У марту 1920. добили су сина Јевгенија, али је Раиса преминула од последица порођаја.
Године 1922. радио је као предавач на Вишим уметничко-техничким радионицама (ВХУТЕМАС) у Москви. Те исте године учествовао је на Првој руској уметничкој изложби у Берлину. Две године касније, 1924, у Бољшом театру у Москви први пут је јавно представио свој изум, оптофонични клавир, инструмент који је истовремено производио звук и светлосне ефекте у боји, облике и текстуре, повезујући музику и визуелну уметност у синестетичко искуство.
Године 1925. емигрирао је у Француску. Током немачке окупације Француске у Другом светском рату, 1943. године, ухапшен је и депортован у нацистички концентрациони логор Аушвиц, где је убијен у јануару 1944. године.

## Проналасци
Уз стална експериментисања, Баранов-Росине је примењивао уметност боје у војне сврхе, користећи технику камуфлаже познату као Камелеон процес, коју је развијао и пласирао у сарадњи са Робером Делонеом. Сматра се аутором поентилистичке и динамичне војне камуфлаже. Такође је изумео фотохромометар, уређај који је омогућавао одређивање квалитета драгог камења. У другој области, усавршио је апарат за припрему, стерилизацију и дистрибуцију газираних пића под називом Мултиперко, који је у своје време добио више техничких признања.